# Дрисвяты (озеро)
Дрисвя́ты (Дрысвя́ты, Дрисьвяты; бел. Дрысвяты) или Друкшя́й (лит. Drūkšiai) — озеро на границе Зарасайского и Игналинского районов Утенского уезда Литвы и Браславского района Витебской области Беларуси, в 2 км к югу от Латвии, на северо-восточной окраине Балтийской гряды. Одно из наиболее значительных из Браславской группы озёр. Крупнейшее озеро на территории Литвы. До закрытия Игналинской АЭС являлось источником воды для станции.
Объём воды — 313 млн м³. Площадь водосборного бассейна — 604 км².

## Происхождение названия
А. Ванагас, ссылаясь на К. Бугу, говорит, что происхождение названия Дрисвяты неясно. Возможно, здесь корень dris-, ср. Дрисса. В названии Друкшяй он выделяет корень drūk-, который может быть связан с лит. drūk-tas (drūtas) «крепкий». В. Н. Топоров по данному случаю говорит о корне *Drisv-, производном от *Dris-.
По другой версии, основа др(ы) в названиях Дрисвяты, Дрисса, Дривяты и др. имеет древнее финно-угорское происхождение со значением «озеро». Формант -ты в гидронимах Дрисвяты, Дривяты и т. п. считается угро-финским (означает «озеро»).

## Описание
Площадь озера составляет 44,79 км² (около 34 км² принадлежит Литве, ок. 10 км² Беларуси). Во время движения ледников образовались две перпендикулярные впадины вытянутой формы, протянувшиеся с севера на юг и с запада на восток. Максимальная глубина первого углубления 29 м, второго — 33,3 м. Наибольшие глубины расположены в центре озера. Наиболее мелкая — южная оконечность озера, где глубины не превышают 3-7 м. Прозрачность воды достигает 4 м. Берега большей частью песчаные.
Озеро питается за счёт впадающих в него малых рек. Из Дрисвяты вытекает река Прорва, которая через озеро Оболе и реку Дрисвята соединяет озеро Дрисвяты с рекой Дисна (приток Западной Двины).